# Laurent Verwey

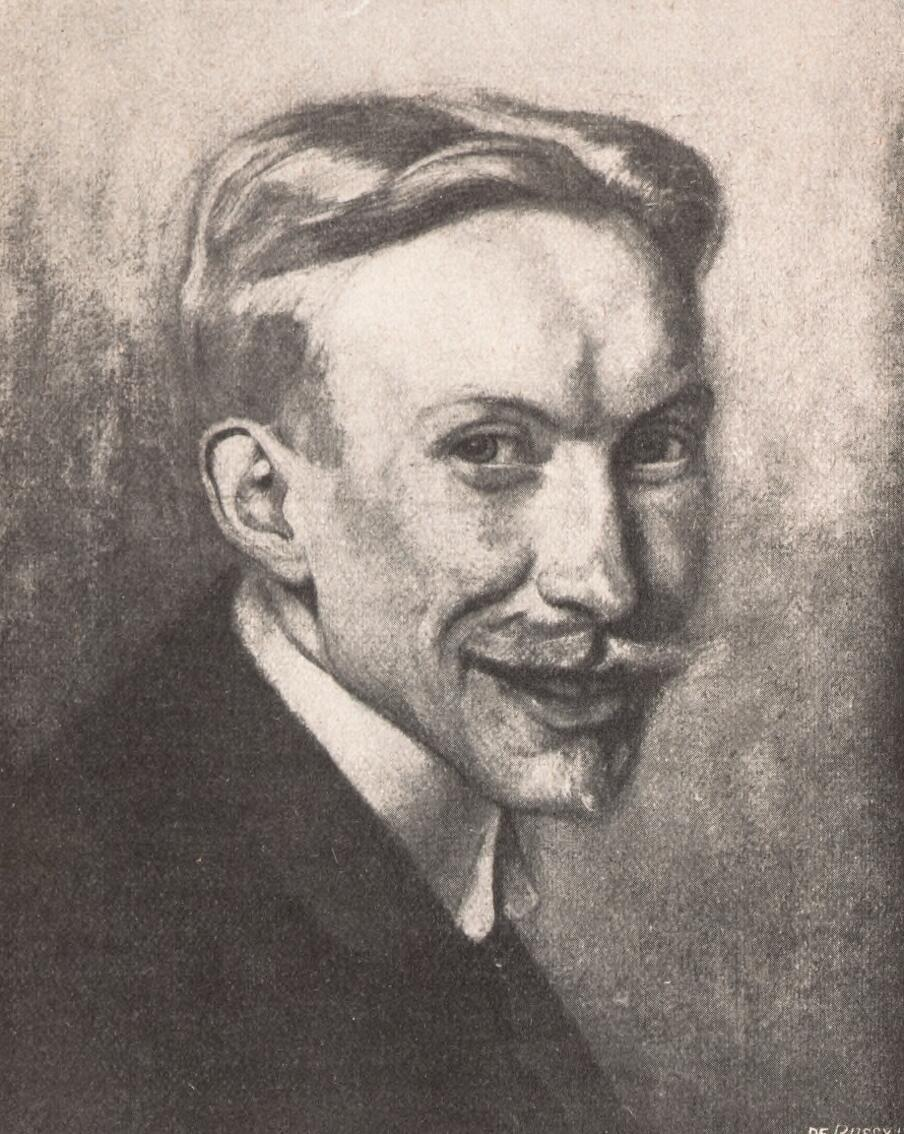
Zelfportret (1911)

Laurent Henri Verwey van Udenhout (Sidoardjo, 2 oktober 1884 – Maarssen, 4 oktober 1913) was een Nederlandse etser en schilder.
Laurent Verwey werd in Indonesië geboren en kwam in 1903 naar Nederland. Hij ging van 1903-1906 naar de Teekenakademie in Den Haag en haalde zijn M.O. acte op 19-jarige leeftijd. Hij woonde daarna in Maarssen. Hij leerde veel van de al oudere H J Haverman (1857-1928). In het begin maakte hij vooral landschappen, maar onder invloed van Haverman ging hij steeds meer portretten maken. In het begin kreeg hij veel opdrachten daarvoor, maar hij werkte heel precies en dat maakte de portretten niet altijd mooier. Toen de opdrachten wegvielen, keerde hij terug naar de landschappen.
In zijn laatste levensjaar ging hij een paar keer naar Texel met Theo van Hoytema (1863-1917) en Theodoor George Meissner (1884), die ook in Nederlands-Indië was geboren en aan wie hij ets-les had gegeven. Hij overleed net na zijn 29ste verjaardag aan een hersenvliesontsteking.

## Exposities
- 1910: groepsexpositie bij de Vereeniging voor de Kunst in Utrecht
- 1912: groepsexpositie bij de Haagsche Kunstkring
- 1913: groepsexpositie bij de Kunstzalen Unger & Van Mens in Rotterdam

## Bekende werken
- 1909: tekening van Hendrik Haverman[1]
- Neeltje Lokerse (1868-1953)[2]
- Jhr. dr. Nico van Suchtelen
- Opgehangen dode vogel, ets in het Rijksmuseum